# Tumula flavicollis
Tumula flavicollis là một loài bướm đêm thuộc họ Erebidae. Nó được tìm thấy ở miền bắc Thái Lan.
Sải cánh dài khoảng 10 mm. 